# Правая Педня
Правая Педня — река в России, протекает в Рузском городском округе Московской области. Правый приток Рузы, впадает в Рузское водохранилище.
Длина реки составляет 16 км, площадь водосборного бассейна — 77,8 км². Берёт начало в малозаселённой местности на границе Рузского и Волоколамского городских округов. Течёт на восток. Вдоль течения реки расположены деревни Сумароково, Кокшино, Рябцево, Лидино, Хомьяново, Оселье и Фролково. Устье Правой Педни находится в 44 км по правому берегу реки Рузы. Река впадает в Рузское водохранилище у деревни Фролково.
По данным Государственного водного реестра России, относится к Окскому бассейновому округу. Речной бассейн — Ока, речной подбассейн — бассейны притоков Оки до впадения Мокши, водохозяйственный участок — Руза от истока до Рузского гидроузла.